# Vinzenz Kraus
Vinzenz Kraus (19. října 1865 Německé Jablonné – 25. března 1926 Německé Jablonné), byl československý politik německé národnosti a poslanec Národního shromáždění republiky Československé za Německou nacionální stranu.

## Biografie
V rodném městě provozoval koželužskou (jirchářskou) živnost. Politicky aktivní byl již za Rakouska-Uherska. Od roku 1892 v rodném městě zasedal v obecním zastupitelstvu a v roce 1901 se poprvé stal starostou města (na tři roky, další starostenský mandát vykonával po vzniku ČSR). Několik let byl rovněž náměstkem okresního starosty.
Před první světovou válkou zasedal v Českém zemském sněmu. Byl sem zvolen v doplňovacích volbách v prosinci 1910 v kurii venkovských obcí, obvod Rumburk, Varnsdorf. Uvádí se jako německoradikální politik. Ve volbách do Říšské rady roku 1907 se stal i poslancem Říšské rady (celostátní parlament), kam byl zvolen za okrsek Čechy 078. Usedl do poslanecké frakce Německý národní svaz (Deutscher Nationalverband), v jejímž rámci byl členem Německé radikální strany. Opětovně byl zvolen za týž obvod i ve volbách do Říšské rady roku 1911 a ve vídeňském parlamentu setrval do zániku monarchie.
V letech 1918–1919 zasedal v prozatímním rakouském parlamentu (v rámci neuznané snahy o začlenění etnicky německých oblastí českých zemí do rakouského státu). Pak se zapojil do politiky v rámci československého státu. V parlamentních volbách v roce 1920 získal mandát v Národním shromáždění. Obhájil ho v parlamentních volbách v roce 1925. Podle údajů k roku 1925 byl profesí koželuhem a starostou Německého Jablonného.
Po jeho smrti obsadil jeho poslanecké křeslo Alfred Rosche.